# Белошейный широкохвостый лори
Белошейный широкохвостый лори (лат. Lorius albidinucha) — птица отряда попугаеобразных.

## Внешний вид

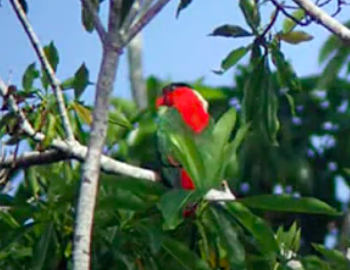
взрослая особь Папуа-новая гвинея

Длина тела 20 см. Оперение в основном красное. Голова чёрная, на затылке есть белое пятно. Крылья зелёные, на сгибе — фиолетовые.

## Распространение
Эндемик острова Новая Ирландия (архипелаг Бисмарка, Папуа-Новая Гвинея).

## Образ жизни
Населяют субтропические и влажные тропические леса.

## Угрозы и охрана
Находятся на грани исчезновения из-за потери естественной среды обитания.